# Sokole (województwo podkarpackie)
Sokole – osada w województwie podkarpackim, w powiecie bieszczadzkim, w gminie Ustrzyki Dolne. Leży nad Jeziorem Solińskim.
Założona przez 1526 rokiem w dobrach Kmitów. W 1921 r. liczyła 49 domów i 338 mieszkańców (315 grek., 6 rzym., 17 mojż.). Nad Sanem, w starym parku, stał murowany pałacyk z pocz. XX w. W okresie międzywojennym, właścicielka Sokola, Aleksandra Brandys, urządziła w pałacyku pensjonat i stację PTT. W latach 1939–51 wieś należała do ZSRR. Przed powrotem do Polski jej mieszkańców przesiedlono w okolice Odessy. Przez kilka lat w pałacyku działało schronisko turystyczne prowadzone przez Henryka Victoriniego. Po 1968 roku cały teren dworski oraz znaczna część wsi wraz z nie poddanym ekshumacji cmentarzem znalazły się pod wodą Jeziora Solińskiego. Powstałe w zakolu rozlewisko nazwano Zatoką Victoriniego.
Z Sokolego pochodzili:
- W połowie XIX wieku właścicielką posiadłości tabularnej w Sokolem była Józefa Niesiołowska[7].
- Anzel Niesiołowski, uczestnik powstania styczniowego z roku 1864 właściciel Sokolego i Teleśnicy Sanny, pochowany w Jasieniu.
- Władysław Niesiołowski, syn Anzelma, uczestnik powstania styczniowego z roku 1864, właściciel Sokolego i Teleśnicy, artysta malarz, zm. w 1864.